# Ernst Fuhrimann
Ernst Fuhrimann (28 de junho de 1913, data de morte desconhecida) foi um ciclista suíço. Competiu nos Jogos Olímpicos de Verão de 1936 em Berlim, onde foi membro da equipe suíça de ciclismo que terminou em sexto lugar na perseguição por equipes de 4 km em pista.